# Mittiträsket (Sorsele socken, Lappland, 725265-155297)
Mittiträsket är en sjö i Sorsele kommun i Lappland och ingår i Umeälvens huvudavrinningsområde. Sjön har en area på 0,152 kvadratkilometer och ligger 556,2 meter över havet.

## Delavrinningsområde
Mittiträsket ingår i det delavrinningsområde (725220-155215) som SMHI kallar för Utloppet av Östra Gäddträsket. Medelhöjden är 580 meter över havet och ytan är 24,77 kvadratkilometer. Det finns ett avrinningsområde uppströms, och räknas det in blir den ackumulerade arean 39,56 kvadratkilometer. Stabburbäcken som avvattnar avrinningsområdet har biflödesordning 3, vilket innebär att vattnet flödar genom totalt 3 vattendrag innan det når havet efter 304 kilometer. Avrinningsområdet består mestadels av skog (74 procent) och sankmarker (24 procent). Avrinningsområdet har 0,67 kvadratkilometer vattenytor vilket ger det en sjöprocent på 2,7 procent.